# Levina Teerlinc
Levina Teerlinc (Bruges, 1510–1520 – Londra, 23 giugno 1576) è stata una miniatrice fiamminga. Lavorò per la famiglia Tudor, in particolare per Edoardo VI, Maria I ed Elisabetta I. Assieme a Lucas e Susanna Horenbout fu l'iniziatrice della tradizione dei ritratti miniati in Inghilterra.

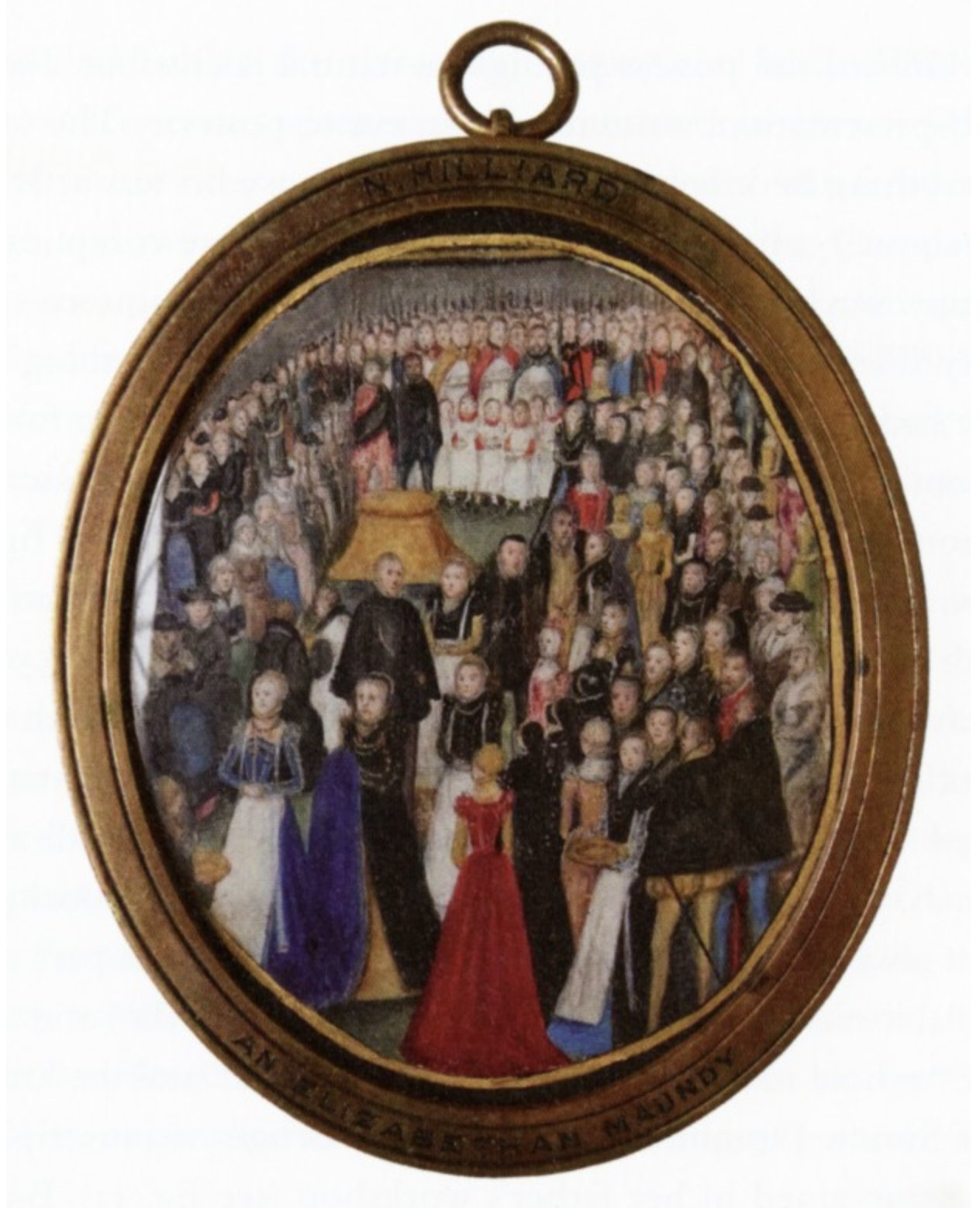
Una cerimonia del Maundy di Elisabetta I, miniatura di Levina Teerlinc, c. 1560

Teerlinc era la seconda di cinque sorelle, Alexandra, Anne, Claire e Barbara, figlie di Simon Bening, rinomato miniatore della scuola di Bruges–Gand. Levina venne probabilmente formata da lui, e potrebbe aver lavorato nella bottega del padre prima del suo matrimonio.

## Carriera
Nel 1545 si trasferì con il marito George Teerling of Blankenberge in Inghilterra. Durante il periodo inglese servì come pittrice di corte per Enrico VIII, sostituendo Hans Holbein il Giovane, recentemente deceduto. Lo stipendio annuale era di quaranta sterline, abbastanza superiore a quello di Holbein. Più tardi servì come gentilonna di corte nelle case di Maria I ed Elisabetta I. Nel 1559 venne nominata insegnante di pittura della figlia del re alla corte spagnola.

### Opere

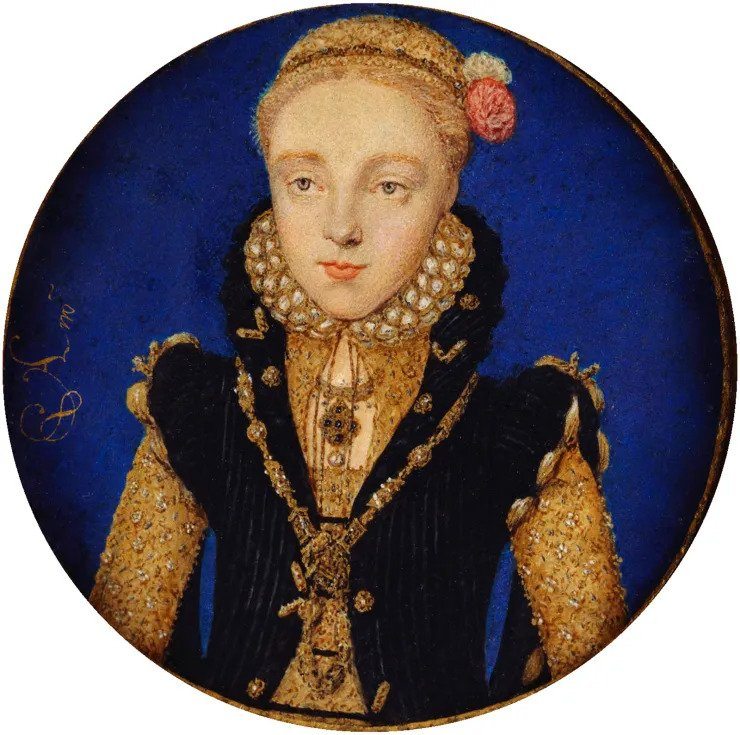
Ritratto di Elisabetta I, c. 1565

Le sue opere documentate comprendono dipinti presentati come doni ai sovrani per il nuovo anno; tra questi è inclusa una Trinità per Maria I datata 1553. In ogni caso la Teerlinc è conosciuta soprattutto per il suo ruolo fondamentale nello sviluppo dei ritratti miniati. I documenti confermano che fece numerosi ritratti di Elisabetta I, sia della regina sola che in compagnia di importanti personaggi della corte. Potrebbe anche aver insegnato a Nicholas Hilliard, che divenne uno dei più importanti ritrattisti dell'epoca, l'arte di questa tecnica.
L'attribuzione delle opere della Teerlinc è ardua perché queste non sono sempre firmate. In ogni caso esistono alcune opere che vengono attribuite con una certa sicurezza alla Teerlinc in quanto era l'unica importante miniatrice attiva alla corte inglese tra la morte di Hans Holbein (1543) e l'arrivo di Nicholas Hilliard negli anni settanta del 1500. Alcuni studiosi hanno avanzato l'ipotesi che le sue miniature siano andate perdute con l'incendio al Palazzo di Whitehall.
Nel 1983 una mostra al Victoria and Albert Museum rappresentò «la prima volta in cui un gruppo di miniature attribuibili a Levina Teerlinc sono state raggruppate». Dato che la mostra ha assolto alla stessa funzione anche per il predecessore di Levina come miniaturista di corte, Lucas Horenbout, fu molto utile per lo sviluppo di un consenso sulle attribuzioni. Tra le opere, che provenivano dal Yale Center for British Art, dalla Royal Collection e collezioni private, figuravano cinque miniature e due fogli provenienti da manoscritti miniati, tra cui una miniatura di Catherine Grey. Roy Strong si disse convinto che «un convincente gruppo di miniature che emerge come il lavoro di una singola mano, una il cui talento grafico debole, la cui pittura è sottile e trasparente e le cui pennellate sono approssimative». È anche molto probabile che Levina abbia disegnato il sigillo reale per Maria I e il primo usato da Elisabetta I negli anni 1540.

## Elenco parziale delle opere
- Ritratto di Lady Katherine Grey, 1555–60 circa, Victoria and Albert Museum, Museum no. P.10-1979[8]
- Ritratto di una giovane donna, 1566, Victoria and Albert Museum, Museum no. P.21-1954[9]
- Ritratto di Mary Dudley, Lady Sidney, 1575 circa, Victoria and Albert Museum, Museum no. E.1170-1988[10]
- Ritratto di Queen Mary I, Collezione del Buccleuch (attribuzione incerta)
- Ritratto di una giovane donna, Collezione di H.M. the Queen, Castellodi Windsor (attribuzione incerta)
- Ritratto di Elizabeth I in State Robes, Collezione della Welbeck Abbey (attribuzione incerta)